# Elijah Wood

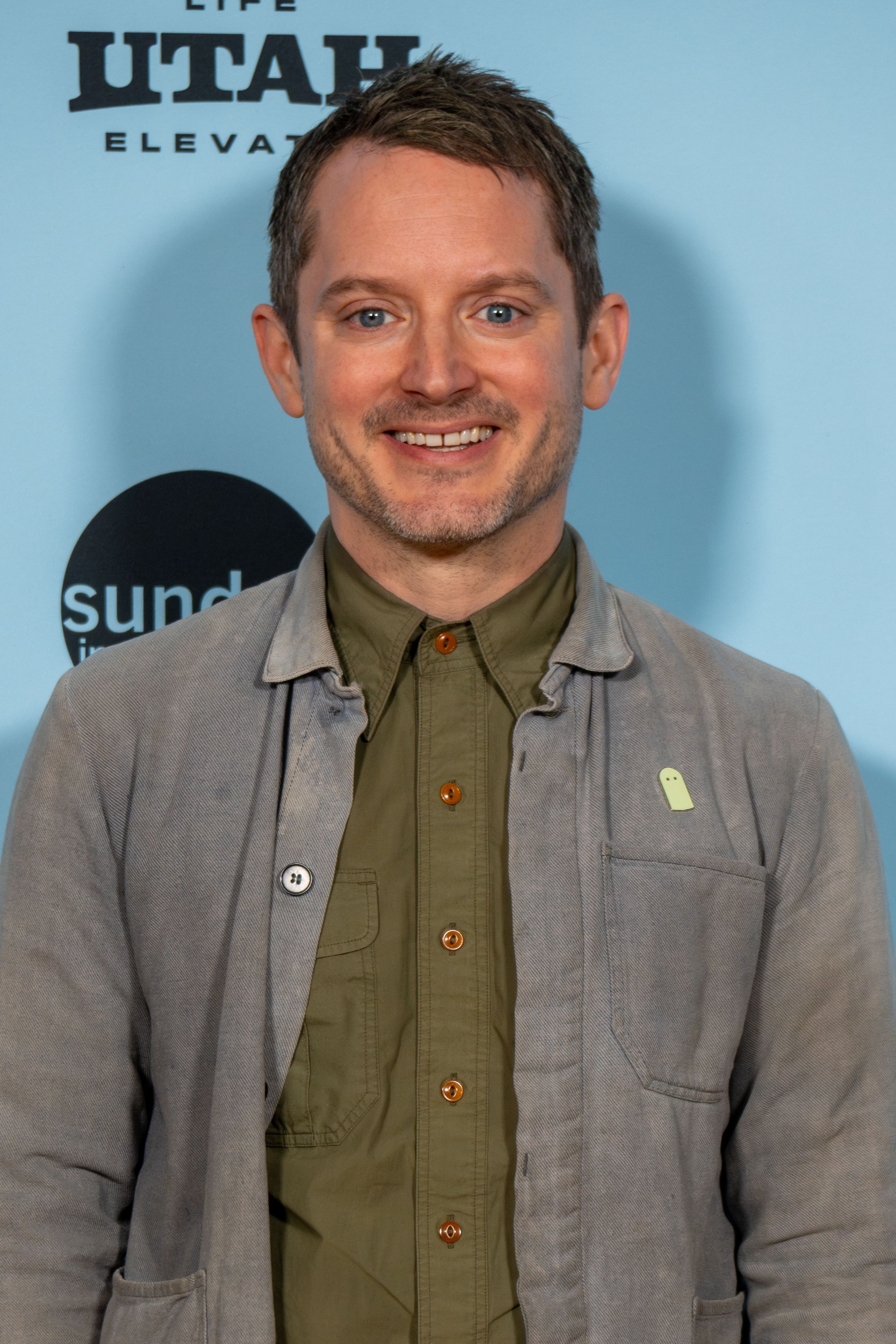
Elijah Wood (2025)

Elijah Jordan Wood [ɪˈlaɪdʒə] (* 28. Januar 1981 in Cedar Rapids, Iowa) ist ein US-amerikanischer Schauspieler und Filmproduzent. Seine bekannteste Rolle ist die des Frodo Beutlin in der Filmtrilogie Der Herr der Ringe (2001–2003).

## Leben und Karriere
Elijah Woods Eltern Warren und Deborah Wood (geb. Krause) sind seit 1996 geschieden. Er hat einen älteren Bruder namens Zachariah (* 1974) und eine jüngere Schwester namens Hannah (* 1983).
Bereits mit sieben Jahren wurde Wood in seiner Heimatstadt, Cedar Rapids, als Kindermodel tätig und nahm zudem auch Klavierstunden. In der Grundschule wirkte er in diversen Schulaufführungen wie The Sound of Music und Der Zauberer von Oz mit. Nachdem er in mehreren Werbespots mitgewirkt hatte, zog seine Familie nach Los Angeles, um die Karriere des Sohnes voranzutreiben. Einen ersten Auftritt hatte er 1988 in dem Musikvideo Forever Your Girl der Sängerin Paula Abdul. Ein Jahr später, im Alter von acht Jahren, folgte ein Kurzauftritt in Zurück in die Zukunft II und damit sein Kinodebüt. 1990 spielte er in dem Drama Avalon den Filmsohn von Aidan Quinn.
In den folgenden Jahren wurde Wood zu einem bekannten Kinderdarsteller. 1990 hatte er eine kleine Rolle in Internal Affairs – Trau’ ihm, er ist ein Cop mit Richard Gere, bevor er 1991 in Sommerparadies an der Seite von Don Johnson und Melanie Griffith eine größere Rolle spielte. 1992 folgten die Filme Forever Young mit Mel Gibson sowie Flug ins Abenteuer mit Joseph Mazzello und 1993 Das zweite Gesicht mit Macaulay Culkin. Im selben Jahr verkörperte er in dem Kinderfilm Die Abenteuer von Huck Finn die Titelfigur. Für Flug ins Abenteuer erhielt er seine erste Auszeichnung.
1994 spielte Wood den Filmsohn von Kevin Costner in dem Drama Das Baumhaus und erhielt für seine Darstellung gute Kritiken. Ebenfalls 1994 übernahm er die Hauptrolle in der Abenteuerkomödie North. 1996 folgte dann erneut eine Hauptrolle in dem Tierfilm Flipper und 1997 die Rolle des Jack Dawkins in einer Fernsehversion von Charles Dickens’ Oliver Twist. In den folgenden Jahren spielte Wood in den Produktionen Der Eissturm (1997) von Ang Lee, Deep Impact (1998) sowie The Faculty (1998) mit Josh Hartnett verschiedene Rollen.

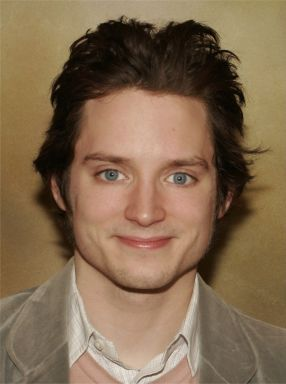
Elijah Wood (2006)

Der internationale Durchbruch gelang Wood 2001, als er von dem Neuseeländer Peter Jackson für die Hauptrolle des Hobbits Frodo Beutlin in der Tolkien-Verfilmung Der Herr der Ringe (2001–2003) besetzt wurde. Die Trilogie wurde in Neuseeland in einem Stück abgedreht und die Filme kamen im Abstand je eines Jahres mit großem kommerziellen Erfolg in die Kinos. Wood erhielt für seine Hauptrolle ein Honorar von drei Millionen US-Dollar und durfte nach Abschluss der Dreharbeiten den im Film verwendeten Einen Ring für sich behalten. Im Andenken an die Dreharbeiten hat Wood sich ebenso wie seine Schauspielkollegen eine Tätowierung auf die rechte Hüfte stechen lassen, welche das Wort Neun in Elbischer Sprache darstellt.
Nach Herr der Ringe übernahm Wood 2004 eine Rolle in der Filmkomödie Vergiss mein nicht! neben Jim Carrey. 2005 war er in der Comicverfilmung Sin City mit Bruce Willis in der Rolle eines kaltblütigen Mörders zu sehen. Im selben Jahr übernahm Wood auch in den Filmen Alles ist erleuchtet und Hooligans jeweils die Hauptrolle.
2005 wurde Wood neben seiner Karriere als Schauspieler auch im musikalischen Bereich aktiv und gründete das Label Simian Records. Dieses nahm die Bands The Apples In Stereo und Heloise and the Savoir Faire unter Vertrag.
2006 lieh er in dem Animationsfilm Happy Feet dem Pinguin Mumble seine Stimme. Im selben Jahr übernahm Wood zudem eine Nebenrolle in dem Drama Bobby. 2008 spielte Wood in dem Thriller Oxford Murders die Hauptrolle eines jungen Mathematik-Studenten. Der Film erhielt gute Kritiken. 2009 lieh er der Titelfigur des Animationsfilms 9 seine Stimme. Von 2011 bis 2014 spielte Wood in der Fernsehserie Wilfred neben Jason Gann die Hauptrolle des Ryan Newman. Im ersten Teil der Verfilmung des Herr-der-Ringe-Prequels Der Hobbit bekam Wood eine Gastrolle als Frodo Beutlin. Der Film kam im Dezember 2012 unter dem Titel Der Hobbit: Eine unerwartete Reise in die Kinos.
2010 gründete Wood mit Daniel Noah und Josh C. Waller seine eigene Produktionsfirma The Woodshed, welche sich auf Horrorfilme spezialisiert hat. 2013 wurde das Unternehmen in SpectreVision umbenannt. Ein Jahr später übernahm Wood die Hauptrolle in dem Thriller Open Windows, in dem auch die Künstlerin und ehemalige Pornodarstellerin Sasha Grey als Protagonistin mitwirkte.
Seit 2014 tritt Wood verstärkt als Filmproduzent in Erscheinung. Er war u. a. an der Produktion der Filme The Greasy Strangler – Der Bratfett-Killer (2016), Mandy (2018) und Der Killer in mir sowie Die Farbe aus dem All (beide 2019) beteiligt.
Seine deutsche Stimme ist seit 1999 überwiegend Timmo Niesner.
Wood war von 2005 bis 2010 mit Pamela Racine liiert. Seit dem Jahr 2018 ist er in einer Beziehung mit der dänischen Filmproduzentin Mette-Marie Kongsved, beide haben einen gemeinsamen Sohn (* Februar 2020) und eine gemeinsame Tochter (* Dezember 2021).

## Filmografie (Auswahl)
Schauspieler
- 1989: Zurück in die Zukunft II (Back to the Future Part II)
- 1990: Internal Affairs – Trau’ ihm, er ist ein Cop (Internal Affairs)
- 1990: Luke, der einzige Zeuge (Child in the Night, Fernsehfilm)
- 1990: Avalon
- 1991: Sommerparadies (Paradise)
- 1992: Flug ins Abenteuer (Radio Flyer)
- 1992: Mein unsichtbarer Freund (Day-O, Fernsehfilm)
- 1992: Forever Young
- 1993: Die Abenteuer von Huck Finn (The Adventures of Huck Finn)
- 1993: Das zweite Gesicht (The Good Son)
- 1994: Frasier (Fernsehserie, Folge 1x13, Stimme)
- 1994: North
- 1994: Das Baumhaus (The War)
- 1996: Flipper
- 1997: Der Eissturm (The Ice Storm)
- 1997: Oliver Twist (Fernsehfilm)
- 1998: Deep Impact
- 1998: The Faculty
- 1999: Black and White
- 1999: Freunde bis zum Tod (The Bumblebee Flies Anyway)
- 2000: Chain of Fools
- 2001: Der Herr der Ringe: Die Gefährten (The Lord of the Rings: The Fellowship of the Ring)
- 2002: Ash Wednesday
- 2002: The Adventures of Tom Thumb and Thumbelina (Stimme)
- 2002: All I Want (Try Seventeen)
- 2002: Der Herr der Ringe: Die zwei Türme (The Lord of the Rings: The Two Towers)
- 2003: Mission 3D (Spy Kids 3-D: Game Over)
- 2003: Der Herr der Ringe: Die Rückkehr des Königs (The Lord of the Rings: The Return of the King)
- 2004: Vergiss mein nicht! (Eternal Sunshine of the Spotless Mind)
- 2005: Hooligans
- 2005: Sin City
- 2005: Alles ist erleuchtet (Everything Is Illuminated)
- 2006: Paris, je t’aime
- 2006: Bobby
- 2006: Happy Feet (Stimme)
- 2007: Day Zero
- 2008: Oxford Murders (The Oxford Murders)
- 2009: #9 (9, Stimme)
- 2010: The Romantics
- 2011: Happy Feet 2
- 2011–2014: Wilfred (Fernsehserie, 49 Episoden)
- 2012: Celeste & Jesse (Celeste & Jesse Forever)
- 2012: Die Schatzinsel (Treasure Island, Miniserie)
- 2012: Revenge for Jolly
- 2012: Alexandre Ajas Maniac (Maniac)
- 2012: Der Hobbit: Eine unerwartete Reise (The Hobbit: An Unexpected Journey)
- 2012–2013: TRON: Der Aufstand (TRON: Uprising, Fernsehserie, 19 Episoden, Stimme)
- 2013: Gangster Chronicles (Pawn Shop Chronicles)
- 2013: Grand Piano – Symphonie der Angst (Grand Piano)
- 2014: Cooties
- 2014: Open Windows
- 2014: Set Fire to the Stars
- 2015: The Last Witch Hunter
- 2016: The Trust
- 2016–2017: Dirk Gentlys holistische Detektei (Dirk Gently’s Holistic Detective Agency, Fernsehserie, 18 Episoden)
- 2017: Fremd in der Welt (I Don’t Feel at Home in This World Anymore)
- 2018–2020: Star Wars Resistance (Fernsehserie, 10 Episoden, Stimme)
- 2019: Come to Daddy
- 2021: Ted Bundy: No Man of God (No Man of God)
- 2023: The Toxic Avenger
- 2023: Yellowjackets (Fernsehserie, Staffel 2)
- 2024: Born to Be Wild – Die Jagd nach dem schwarzen Panther (Bookworm)
- 2025: The Monkey

Musikvideos
- 1989: Paula Abdul – Forever Your Girl
- 1995: The Cranberries – Ridiculous Thoughts
- 2009: The Lonely Island – Threw It on the Ground
- 2010: Danko Jones – Full of Regret
- 2011: Danko Jones – I Think Bad Thoughts
- 2011: Beastie Boys – Fight for Your Right Revisited
- 2011: Beastie Boys – Make Some Noise
- 2012: Flying Lotus – Tiny Tortures

Videospiele
- 2002: The Lord of the Rings: The Two Towers; Stimme Frodo Beutlin
- 2006: The Legend of Spyro: A New Beginning; Stimme Spyro
- 2007: The Legend of Spyro: The Eternal Night; Stimme Spyro
- 2008: The Legend of Spyro: Dawn of the Dragon; Stimme Spyro
- 2010: God of War: Ghost of Sparta; Stimme Deimos
- 2014: Broken Age; Stimme Shay
- 2018: 11-11: Memories Retold; Stimme Harry

Filmproduzent
- 2014: Cooties
- 2015: The Boy
- 2016: The Greasy Strangler – Der Bratfett-Killer (The Greasy Strangler)
- 2017: Bitch
- 2018: Mandy
- 2018: Seven Stages to Achieve Eternal Bliss by Passing Through the Gateway Chosen by the Holy Storsh
- 2019: Der Killer in mir (Daniel Isn’t Real)
- 2019: Die Farbe aus dem All (Color Out of Space)
- 2020: Archenemy
- 2021: Ted Bundy: No Man of God (No Man of God)
- 2025: Rabbit Trap

## Auszeichnungen (Auswahl)
- 1993: Young Artist Awards – Bester Nachwuchsdarsteller in „Radio Flyer“
- 1994: Academy of Science Fiction, Fantasy & Horror Films, USA (Saturn Award) – Bester Nachwuchsdarsteller „The Good Son“
- 1998: YoungStar Awards – Bester Nachwuchsdarsteller in „Deep Impact“
- 1998: YoungStar Awards – Bester Nachwuchsdarsteller in „Oliver Twist“ (Fernsehserie)
- 2002: Young Hollywood Awards
- 2002: Phoenix Film Critics Society Awards (PFCS Award) – Bestes Ensemble „The Lord of the Rings: The Return of the King“ et al.
- 2002: Empire Awards, UK – Bester Darsteller „The Lord of the Rings: The Fellowship of the Ring“
- 2003: Phoenix Film Critics Society Awards (PFCS Award) – Bestes Ensemble „The Lord of the Rings: The Two Towers“ et al.
- 2003: Visual Effects Society Awards (VES Award) – Bester Darsteller „The Lord of the Rings: The Two Towers“
- 2003: Online Film Critics Society Awards (OFCS Award) – Bestes Ensemble „The Lord of the Rings: The Two Towers“ et al.
- 2003: National Board of Review, USA (NBR Award) – Bester Schauspieler „The Lord of the Rings: The Return of the King“ et al.
- 2003: MTV Movie Awards – Bester Schauspieler „The Lord of the Rings: The Two Towers“, zusammen mit Sean Astin und Andy Serkis
- 2004: Screen Actors Guild Awards – Bester Darsteller „The Lord of the Rings: The Return of the King“ et al.
- 2004: Broadcast Film Critics Association Awards (BFCA Award) – Bestes Ensemble „The Lord of the Rings: The Return of the King“
- 2004: Academy of Science Fiction, Fantasy & Horror Films, USA (Saturn Award) – Bester Darsteller „The Lord of the Rings: The Return of the King“
- 2004: Academy of Interactive Arts & Sciences, USA (Interactive Achievement Award) – Bester männlicher Charakterdarsteller „The Lord of the Rings: The Return of the King“